# گلاوخاو
شهر گلاوخاو در ایالت زاکسن در کشور آلمان واقع شده‌است.